# Донахью, Элинор
Элинор Донахью (англ. Elinor Donahue; род. 19 апреля 1937, Такома, Вашингтон) — американская актриса, известная благодаря роли в ситкоме 1950-х «Отец знает лучше».

## Биография
Мария Элеонора Донахью родилась в Такома, Вашингтон. Будучи ребёнком она начала выступать в водевилях а также играть роли в кино, в таких фильмах как «Любовь лучше, чем когда-либо» с Элизабет Тейлор.
Элинор Донахью добилась наибольшей известности по своей роли старшей дочери героев Роберта Янга и Джейн Уайетт в комедийном сериале «Отец знает лучше». Она снималась в шоу с 1954 по 1960 год и получила номинацию на премию «Эмми» за свою роль в 1959 году.
После завершения шоу «Отец знает лучше» она появилась в ситкоме «Шоу Энди Гриффита» в 1960—1961 годах.
В сезоне 1964—1965 годах она сыграла главную роль в ситкоме «Долгих вам лет жизни», который был закрыт после одного сезона из-за низких рейтингов. В последующие годы она в основном исполняла гостевые роли в различных телесериалах, от «Звёздного пути» до «Женщины-полицейского».
В 1980-х—1990-х годах она была заметна по ролям в сериалах «Однажды за один раз», «Отель», «Счастливые дни», «Золотые девочки», «Она написала убийство», «Тренер», «Друзья» и «Доктор Куин, женщина-врач». Она также появилась в фильмах «Вояки» и «Красотка».
Элинор Донахью была замужем трижды, у неё четверо детей.